# EGG (木村カエラの曲)
「EGG」（エッグ）は、木村カエラの22枚目のシングル。2015年9月2日にリリースされた。

## 解説
前作「TODAY IS A NEW DAY」から約1年ぶりとなるシングル。表題曲「EGG」はTBS系の「木曜ドラマ劇場」で放送されたテレビドラマ『37.5℃の涙』の挿入歌。カップリングには長年タッグを組んでいるAxSxE作曲、初仕事となるH ZETT M編曲のピアノ・ロック「SHOW TIME」とNHKの音楽番組『みんなのうた』・幼児向け番組『おかあさんといっしょ』で放送された「お化けなんてないさ」をカバーした「オバケなんてないさ」を収録。
シングルCD購入特典として2015年9月9日に東京・渋谷公会堂で開催のフリーライブへの応募抽選券が封入され、初回限定盤には、『木村カエラ ライブハウスTOUR 2015「MITAI KIKITAI UTAITAI」at 下北沢シェルター 2015.6.23』のライブ&ドキュメント映像を収録したDVDが付属する。

## 収録曲
| #  | タイトル                         | 作詞       | 作曲     | 編曲     | 時間 |
| -- | -------------------------------- | ---------- | -------- | -------- | ---- |
| 1. | 「EGG」                          | 木村カエラ | 横山裕章 | 横山裕章 | 4:50 |
| 2. | 「SHOW TIME」                    | 木村カエラ | AxSxE    | H ZETT M | 3:42 |
| 3. | 「オバケなんてないさ」(カバー曲) | まきみのり | 峯陽     | H ZETT M | 2:27 |
| 4. | 「EGG（Instrumental）」          |            |          |          | 4:48 |

| #  | タイトル               | 作詞 | 作曲・編曲 |
| -- | ---------------------- | ---- | ---------- |
| 1. | 「sonic manic」        |      |            |
| 2. | 「c'mon」              |      |            |
| 3. | 「Satisfaction」       |      |            |
| 4. | 「Level 42」           |      |            |
| 5. | 「one more」           |      |            |
| 6. | 「TODAY IS A NEW DAY」 |      |            |